# Khatima
Khatima è una suddivisione dell'India, classificata come municipal board, di 14.378 abitanti, situata nel distretto di Udham Singh Nagar, nello stato federato dell'Uttarakhand. In base al numero di abitanti la città rientra nella classe IV (da 10.000 a 19.999 persone).

## Geografia fisica
La città è situata a 28° 55' 0 N e 79° 58' 0 E e ha un'altitudine di 198 m s.l.m..

## Società

### Evoluzione demografica
Al censimento del 2001 la popolazione di Khatima assommava a 14.378 persone, delle quali 7.787 maschi e 6.591 femmine. I bambini di età inferiore o uguale ai sei anni assommavano a 2.288, dei quali 1.187 maschi e 1.101 femmine. Infine, coloro che erano in grado di saper almeno leggere e scrivere erano 9.520, dei quali 5.686 maschi e 3.834 femmine.